# سامسون و دلیله (فیلم ۱۹۴۹)
سامسون و دلیله (به انگلیسی: Samson and Delilah)، فیلمی رمانتیک و مذهبی-حماسی است که در سال ۱۹۴۹ میلادی توسط پارامونت پیکچرز منتشر شد. این فیلم ماجرای عشق شمشون به دلیله از کتاب مقدس را به تصویر می‌کشد. هدی لامار و ویکتور ماتیور در نقش‌های اصلی، و جرج سندرز، آنجلا لنسبوری و هنری ویلکاکسن در این فیلم نقش‌آفرینی کرده‌اند.
کارگردان این فیلم سیسیل بی. دومیل است که بیشتر کارهای او نقش‌مایه‌های مذهبی دارند. او به خاطر ساخت فیلم ده فرمان شهرت زیادی پیدا کرد.

## داستان
سامسون مردی بسیار قدرتمند است که از قوم خود در برابر ستم نیروهای پادشاه محافظت می‌کند. او اما گرفتار عشقی می‌شود که بهای آن، از دست دادن قدرت اوست. قدرت سامسون از موهای او نشات می‌گیرد و دلیله با کوتاه کردن موهای او این قدرت را از سامسون می‌گیرد و او را به عنوان برده‌ای به فلیسطی‌ها تحویل می‌دهد. سربازان فلیسطی سامسون را کور کرده در آسیاب گندم‌ها از او استفاده می‌کنند ولی دلیله که عذاب وجدان می‌گیرد به زندان می‌رود تا او را ببیند. دلیله سامسون را در زندان در در حال راز و نیاز با خدا می‌بیند. خداوند قدرت را به بازوان سامسون بازمی‌گرداند و نهایتاً با کمک دلیله معبد کافران را روی سرشان خراب می‌کند.

## بازیگران
- هیدی لامار در نقش دلیله
- ویکتور ماتیور در نقش سامسون
- جرج سندرز در نقش ساران
- آنجلا لنسبوری در نقش سمادار
- هنری ویلکاکسن در نقش آتور
- جرج ریوز در نقش پیام‌رسان زخمی
- گرترود مسینگر
- بایرون فولگر
- فرانک هاگنی
- فرد گراهام
- باد فاین
- آنجلو روسیتو
- لستر دُر

## فیلمبرداری
فیلمبرداری این فیلم در چهارم اکتبر ۱۹۴۸ آغاز شد و در ۲۲ دسامبر ۱۹۴۸ هم پایان یافت، در حین فیلمبرداری دمیل در همان لوکیشن فیلم‌سازی اش در فیلم نوآر بیلی وایلدر به نام بلوار سانست نیز بازی کرد، این فیلم که بازی گلوریا سوانسون بود در مورد یک ستاره سابق سینماست که در فیلم‌های صامت بازی کرده بود و چهره‌ای معروف بود ولی بعد از ورود فیلم‌های ناطق از سینما کنار گذاشته شده بود و افراد کمی او را به خاطر داشتند.

## جلوه‌های ویژه
جلوه‌های ویژه این فیلم توسط گوردون جینینگز انجام شده و شاتی که بیشتر سود ر برای آنان دربرداشته، خراب کردن معبد داجون خدای فلسطینیان بوده‌است. این صحنه، یکی آخرین صحنه فیلم بوده و هزینه تولید آن ۱۵۰٬۰۰۰ دلار شد و یک سال زمان برد تا فیلمبرداری کنند.
مدل ساخته شده از معبد ۳۷ فوت و مجسمه داگون ۱۷ فوت قد داشتند و سه بار پشت سر هم مدل را نابود کردند تا از زوایای مختلف فیلمبرداری کنند و نهایتاً تصاویر گرفته شده از مدل و لوکیشن اصلی را روی هم قرار دادن و با استفاده از سیستم تکرارکننده حرکات motion repeater system شرکت پارامونت دقیقاً همان حرکات دوربین‌ها رو تکرار می‌کرد.

## نمایش
نخستین‌بار فیلم در در ۲۱ دسامبر ۱۹۴۹ در برادوی نیویورک و ریوولی و پارامونت انجام شد و پس از آن نقدهای مثبتی به این فیلم شد.
این فیلم در آن زمان مبلغ ۱۱ میلیون دلار فروش داشت که باعث شد جز فیلم‌های پرفروش دهه ۵۰ شود و در بریتانیا توانست پرفروش‌ترین فیلم سال شود.

## افتخارات فیلم
| جایزه                                                          | در گروه                                  | نام افراد                                                                       | نتیجه    |
| -------------------------------------------------------------- | ---------------------------------------- | ------------------------------------------------------------------------------- | -------- |
| بیست و سومین دوره جوایز اسکار                                  | کارگردانی هنری (رنگی)                    | Art Direction: هانس درایر، Walter H. Tyler Set Decoration: Sam Comer, Ray Moyer | پیروز    |
| بیست و سومین دوره جوایز اسکار                                  | فیلمبرداری (رنگی)                        | جرج بارنز                                                                       | نامزدشده |
| بیست و سومین دوره جوایز اسکار                                  | طراحی لباس (رنگی)                        | ادیت هد، دوروتی جیکنس، الوئیس جنسن، گایل استیل، گوئین ویکلینگ                   | پیروز    |
| بیست و سومین دوره جوایز اسکار                                  | جایزه اسکار بهترین موسیقی فیلم           | ویکتور یانگ                                                                     | نامزدشده |
| بیست و سومین دوره جوایز اسکار                                  | جلوه‌های ویژه                             | سیسیل ب دومیل پروداکشنز                                                         | نامزدشده |
| بنیاد فیلم آمریکا                                              | AFI's 100 Years...100 Passions           | AFI's 100 Years...100 Passions                                                  | نامزدشده |
| بنیاد فیلم آمریکا                                              | AFI's 100 Years...100 Film Scores        | ویکتور یانگ                                                                     | نامزدشده |
| Boxoffice Magazine                                             | Boxoffice Barometer Trophy               | سیسیل ب دومیل                                                                   | پیروز    |
| The Christian Herald and the Protestant Motion Picture Council | Picture of the Month Award (دسامبر ۱۹۴۹) | سیسیل ب دومیل                                                                   | پیروز    |
| Film Français                                                  | Grand Prix                               | سیسیل ب دومیل                                                                   | پیروز    |
| Golden Globe Awards                                            | فیلمبرداری - رنگی                        | جرج بارنز                                                                       | نامزدشده |
| Parents' Magazine                                              | The Parents' Magazine Medal              | سیسیل ب دومیل                                                                   | پیروز    |